# Olympische Sommerspiele 1988/Teilnehmer (Sierra Leone)
| Gelbes Symbol für Goldmedaillen mit stilisierten Olympischen Ringen | Graues Symbol für Silbermedaillen mit stilisierten Olympischen Ringen | Braundes Symbol für Bronzemedaillen mit stilisierten Olympischen Ringen |
| ------------------------------------------------------------------- | --------------------------------------------------------------------- | ----------------------------------------------------------------------- |
| —                                                                   | —                                                                     | —                                                                       |

Sierra Leone nahm an den Olympischen Sommerspielen 1988 in Seoul, Südkorea, mit einer Delegation von zwölf Sportlern (elf Männer und eine Frau) an 14 Wettkämpfen in vier Sportarten teil. Es konnten keine Medaillen errungen werden. Jüngster Athlet war der Weitspringer Francis Keita (18 Jahre und 65 Tage), ältester Athlet war der Marathonläufer Baba Ibrahim Suma-Keita (41 Jahre und 166 Tage). Es war die vierte Teilnahme des Landes an Olympischen Sommerspielen. Fahnenträgerin war Baba Ibrahim Suma-Keita.

## Teilnehmer nach Sportarten

### Boxen
Herren
- Samuel Simbo
  - Mittelgewicht

Runde eins: Freilos
Runde zwei: ausgeschieden gegen Ruslan Taramow aus der Sowjetunion durch KO in der ersten Runde
Rang 17

- Desmond Williams
  - Halbmittelgewicht

Runde eins: Freilos
Runde zwei: ausgeschieden gegen Richie Woodhall aus der Großbritannien durch Punktrichterentscheidung (0:5)
Rang 17

### Gewichtheben
Herren
- Percy Doherty
  - Leichtschwergewicht

Finale: 165,0 kg, Rang 19
Reißen: 65,0 kg, Rang 21
Stoßen: 100,0 kg, Rang 19

### Leichtathletik
Damen
- Rachel Thompson
  - 1500 Meter Lauf

Runde eins: ausgeschieden in Lauf zwei (Rang 14), 5:31,42 Minuten

Herren

4 × 100 Meter Staffel
- Ergebnisse
Runde eins: ausgeschieden in Lauf drei (Rang sieben), 41,19 Sekunden
- Mannschaft
Horace Dove-Edwin
Benjamin Grant
Francis Keita
Felix Sandy

4 × 400 Meter Staffel
- Ergebnisse
Runde eins: ausgeschieden in Lauf eins (Rang sechs), 3:10,47 Minuten
- Mannschaft
Horace Dove-Edwin
Benjamin Grant
Felix Sandy
David Sawyerr

Einzel
- Horace Dove-Edwin
  - 100 Meter

Runde eins: ausgeschieden in Lauf drei (Rang sechs), 10,89 Sekunden

- Benjamin Grant
  - 400 Meter Hürden

Runde eins: ausgeschieden in Lauf vier (Rang sieben), 51,73 Sekunden

- Modupe Jonah
  - 1500 Meter

Runde eins: ausgeschieden in Lauf eins (Rang 14), 3:55,15 Minuten

- Francis Keita
  - Weitsprung

Qualifikationsrunde: Gruppe B, 6,87 Meter,  Rang 17, Gesamtrang 33, nicht für das Finale qualifiziert
Versuch eins: 6,52 Meter
Versuch zwei: 6,87 Meter
Versuch drei: 6,14 Meter

- Felix Sandy
  - 400 Meter

Runde eins: ausgeschieden in Lauf eins (Rang fünf), 46,82 Sekunden

- David Sawyerr
  - 800 Meter

Runde eins: ausgeschieden in Lauf fünf (Rang acht), 1:57,88 Minuten

- Baba Ibrahim Suma-Keita
  - Marathon

Finale: 3:04:00 Stunden
Rang 95

### Radsport
Herren
- Frank Williams
  - Straßenrennen (196,8 km)

Finale: Rennen nicht beendet (DNF)